# No habrá paz para los malvados
No habrá paz para los malvados es una película española estrenada en 2011, dirigida por Enrique Urbizu y protagonizada por José Coronado.
La película se estrenó en la 59 edición del Festival de Cine de San Sebastián con muy buenas críticas y gran respaldo del público.
El 10 de enero de 2012, la película de Enrique Urbizu fue nominada por la Academia de las Artes y las Ciencias Cinematográficas de España a los Premios Goya en 14 categorías. El 19 de febrero, en la gala de los Premios Goya la película de Enrique Urbizu fue la gran triunfadora de la noche al conseguir 6 premios, entre ellos los de mejor película, mejor director y mejor actor principal.
El nombre del episodio "No habrá paz para los malpensados" de la serie Aída hace referencia a esta película.

## Palmarés cinematográfico
XXVI edición de los Premios Goya
| Categoría                     | Persona                                       | Resultado |
| ----------------------------- | --------------------------------------------- | --------- |
| Mejor película                | Mejor película                                | Ganadora  |
| Mejor director                | Enrique Urbizu                                | Ganador   |
| Mejor actor protagonista      | José Coronado                                 | Ganador   |
| Mejor actor de reparto        | Juanjo Artero                                 | Nominado  |
| Mejor guion original          | Michel Gaztambide Enrique Urbizu              | Ganadores |
| Mejor música original         | Mario de Benito                               | Nominado  |
| Mejor fotografía              | Unax Mendía                                   | Nominado  |
| Mejor montaje                 | Pablo Blanco                                  | Ganador   |
| Mejor dirección artística     | Antón Laguna                                  | Nominado  |
| Mejor dirección de producción | Paloma Molina                                 | Nominado  |
| Mejor diseño de vestuario     | Patricia Monné                                | Nominado  |
| Mejor maquillaje y peluquería | Montse Boqueras Nacho Díaz Sergio Pérez       | Nominados |
| Mejor sonido                  | Licio Marcos de Oliveira Nacho Royo-Villanova | Ganadores |
| Mejor efectos especiales      | Raúl Romanillos Chema Remacha                 | Nominados |

67.ª edición de las Medallas del Círculo de Escritores Cinematográficos
| Categoría              | Persona                          | Resultado |
| ---------------------- | -------------------------------- | --------- |
| Mejor película         | Mejor película                   | Ganadora  |
| Mejor director         | Enrique Urbizu                   | Ganador   |
| Mejor actor            | José Coronado                    | Ganador   |
| Mejor actor secundario | Juanjo Artero                    | Nominado  |
| Mejor guion original   | Michel Gaztambide Enrique Urbizu | Nominados |
| Mejor fotografía       | Unax Mendía                      | Nominado  |
| Mejor montaje          | Pablo Blanco                     | Ganador   |
| Mejor música           | Mario de Benito                  | Ganador   |

56.ª edición de los Premios Sant Jordi
| Categoría                        | Persona       | Resultado |
| -------------------------------- | ------------- | --------- |
| Mejor actor en película española | José Coronado | Ganador   |

IV edición de los Premios Gaudí
| Categoría              | Persona        | Resultado |
| ---------------------- | -------------- | --------- |
| Mejor película europea | Enrique Urbizu | Nominada  |

## Reparto
| Intérprete              | Personaje                |
| ----------------------- | ------------------------ |
| José Coronado           | Santos Trinidad          |
| Rodolfo Sancho          | Rodolfo                  |
| Helena Miquel           | Jueza Chacón             |
| Juanjo Artero           | Leiva                    |
| Pedro Mari Sánchez      | Ontiveros                |
| Nadia Casado            | Celia                    |
| Younes Bachir           | Rachid                   |
| Juan Pablo Shuk         | Augusto Lora             |
| Eduard Farelo           | Cerdán                   |
| Karim El-Kerem          | Joven Guapo              |
| Abdelali El Aziz        | Ceutí                    |
| Nasser Saleh            | Muchacho Árabe           |
| Héctor Claramunt        | Tipo Rubio               |
| Saïd El Mouden          | Tipo Recio               |
| Walter Gamberini        | Don Pedro Vargas         |
| Chema Ruiz              | Abogado Lora             |
| Roberto Peralta         | Sicario                  |
| Lina Forero             | Madame                   |
| Ricardo Dávila          | Flavio                   |
| Julio Jordán            | Comisario                |
| Manuel Gancedo          | Poli Gordo               |
| Miguel de Lira          | Mérida                   |
| María Jesús Hoyos       | Mujer Delgada            |
| Miguel Guardiola        | Hombre Mayor             |
| Elvira Cuadrupani       | Secretaria Judicial      |
| José Juan Rodríguez     | Obrero Cubano            |
| José Cantero            | Camarero Anciano         |
| Cristhian Esquivel      | Camarero Joven           |
| Richard Sahagún         | Álvaro                   |
| Daniel Ortiz            | Funcionario Judicial 1   |
| Carolina Clemente       | Funcionario Judicial 2   |
| María Blanco-Fafián     | Funcionario Judicial 3   |
| Manuel Tiedra           | Funcionario Judicial 4   |
| Juan Carlos Villanueva  | Forense                  |
| Paloma Bloyd            | Chica Rubia 2            |
| Julio Perillán          | Tipo Esbelto             |
| Chani Martín            | Camarero 1               |
| Olga Alamán             | Nuria                    |
| Bernabé Fernández       | Policía Joven Uniformado |
| Esther Lara             | Camarera Española        |
| Yiyo Alonso             | Camarero 3               |
| Concha Rosales          | Empleada Hotel           |
| Pere Brasó              | Tipo Gordo               |
| Susana Costillo         | Policía Marta            |
| Javier Iribarren        | Chófer Eslavo            |
| Emilio Martínez         | Doble Ronaldo            |
| Víctor Benavides        | Doble Guti               |
| Luis del Valle          | Colombiano 2             |
| Alex Spijksma           | Policía Herrera          |
| Javier Pinto            | Policía                  |
| Luis Fernández de Eribe | Actor                    |
| Yolanda Brown           | Rich Girl                |
| Tusti de las Heras      | Prostituta               |